# سای¹ خرچنگ
سای¹ خرچنگ یک ستاره است که در صورت فلکی خرچنگ قرار دارد.